# Suicídio de Katelyn Davis
Katelyn Nicole Davis (20 de fevereiro de 2004 – 30 de dezembro de 2016), conhecida na internet pelo nome de usuário ITZ Dolly, foi uma garota americana de 12 anos que tirou sua própria vida. Ela enforcou-se em uma árvore em seu quintal enquanto fazia uma transmissão ao vivo no Live.me. O vídeo foi compartilhado nas mídias sociais, especialmente no Facebook. A propagação desses vídeos trouxe apoio on-line e atenção às questões de causas e prevenção de suicídios, abuso infantil, bullying e uso apropriado das mídias sociais.
Davis era uma blogger ativa em vários sites de mídia social, e gravou dezenas de vídeos no último mês de sua vida. Os vídeos detalham sobre as experiências em sua vida, conduzindo-a até o dia de sua morte. Em vários vídeos, ela canta, compartilha filosofia espiritual, ou cuida de seus irmãos mais novos: Abbigail e A.J. Em outros vídeos, ela discute com a mãe, alega a atividade criminosa, quebra-se emocionalmente e afirma ser negligenciada por seu pai biológico ao lado de ser abusada fisicamente e sexualmente por seu padrasto. Em um de seus vídeos, ela mencionou que seu padrasto, encorajou-a a se matar. Ela comentou: "Ele me disse que eu deveria ir me enforcar porque eu não valia nada." As alegações de abuso fizeram a policia de Polk County abrir uma investigação. Davis também disse que ela tinha sido vítima de bullying na escola, e que ela havia sido vítima de catfishing por alguém fingindo ser do sexo oposto on-line.
Davis considerou-se ser emo e lutou contra a depressão. Ela tinha tentativas de suicídio anteriores, mais recentemente, através de overdose de medicamentos, para o qual ela foi hospitalizada. Ela também se envolveu com automutilação, cortando seus pulsos e coxas, poucos dias antes de sua morte. No entanto, ela também procurou ajudar os outros a superar os problemas com auto-mutilação e depressão.